# Kamashi (woreda)
Pour l’article homonyme, voir Kamashi (zone).
Kamashi est un woreda de la zone Kamashi de la région Benishangul-Gumuz, à l'ouest de l'Éthiopie.
Son chef-lieu, seule agglomération du woreda et principale agglomération de la zone, a 5 917 habitants tandis que la population du woreda atteint 17 883 habitants en 2007.

## Situation
Situé environ 500 km à l'ouest d'Addis-Abeba, le woreda est desservi par une route secondaire venant du woreda Gimbi de la région Oromia.
Il s'étend vers l'est jusqu'à la rivière Didessa.
Ses voisins dans la zone Kamashi sont Agalo Mite au nord-ouest, Yaso au nord et au nord-est, et Belo Jegonfoy au sud-est.
Ses voisins au sud et au sud-ouest — Gimbi, Lalo Asabi et Boji Dirmeji — font partie de la zone Mirab Welega de la région Oromia.
Son chef-lieu s'appelle Kamishi, Kamashi ou Kemashi selon les sources, peut-être aussi Abba Ciotte ou Aba Ciotte 9° 30′ 17″ N, 35° 51′ 52″ E.[à vérifier]

## Population
Le woreda a 17 883 habitants au recensement de 2007 et 67 % de la population est rurale, les 5 917 habitants recensés en zone urbaine correspondent à la population du chef-lieu.
La majorité des habitants (66 %) sont protestants, 30 % sont orthodoxes et 2,6 % pratiquent les croyances traditionnelles.
Avec une superficie de 1 622,5 km2[réf. souhaitée], le woreda a en 2007 une densité de population de 11 personnes par km2 ce qui est inférieur à la moyenne de la zone.
En 2020, sa population est estimée, par projection des taux de 2007, à 24 382 personnes.